# Jessie Montgomery
Jessie Montgomery (* 8. Dezember 1981 in New York) ist eine US-amerikanische Komponistin, Kammermusikerin und Musikpädagogin. In ihren Kompositionen fokussiert sie auf Umgangssprache, Improvisation, Sprache und soziale Gerechtigkeit. Für ihre Komposition Rounds erhielt sie 2024 einen Grammy Award.

## Jugend und Ausbildung
Jessie Montgomery wuchs in Manhattans Lower East Side auf. Ihre Eltern arbeiteten in der Musik- und Theaterbranche und engagierten sich für lokale Nachbarschaftskunst. Sie begann ihren Geigenunterricht am Third Street Music School Settlement. Sie erwarb einen Bachelor-Abschluss in Violin-Spiel von der Juilliard School und 2012 einen Master-Abschluss in Film- und Multimedia-Komposition an der New York University.
Ab 1999 engagierte sich Montgomery bei der Sphinx Organization, einer in Detroit ansässigen gemeinnützigen Organisation, die junge afroamerikanische und lateinamerikanische Streichmusiker unterstützt. Nachdem sie als junge Künstlerin und Komponistin mehrere Auszeichnungen und Stipendien von Sphinx erhielt, ist sie nunmehr Composer-in-Residence für die Sphinx Virtuosi, das professionelle Tournee-Ensemble der Organisation.

## Karriere
Montgomery widmete ihre frühe Karriere der Aufführung und dem Unterrichten bei Organisationen wie Community MusicWorks in Providence (Rhode Island). Im Jahr 2010 war sie Mitbegründerin des Streicherensembles PUBLIQuartet. Sie tritt auch mit dem Catalyst Quartet auf. Sie konzentriert sich zunehmend auf das Komponieren von Solo-, Kammer-, Vokal- und Orchesterwerken. Montgomery erhielt Kompositionsaufträge des Metropolitan Museum of Art, des Orpheus Chamber Orchestra, des Albany Symphony Orchestra, der Sphinx Organization, der Joyce Foundation, der National Choral Society, und der Carilloneur-Gilde in Nordamerika. Weitere Stipendien und Auszeichnungen erhielt sie von der ASCAP Foundation, Chamber Music America, dem American Composers Orchestra und der Sorel Organization. Ihre Musik wurde vom Philharmonia Orchestra, dem Atlanta Symphony Orchestra, dem Dallas Symphony Orchestra, dem Minnesota Orchestra und dem San Francisco Symphony Orchestra aufgeführt sowie vom Dance Theatre of Harlem choreografiert.
Im Jahr 2014 hob der Musikkritiker der New York Times, Anthony Tommasini, ihr Stück Banner für Solo-Streichquartett und Streichensemble hervor, das sie im Auftrag der Sphinx Organization und der Joyce Foundation aus Anlass des 200. Jubiläums der US-Hymne The Star-Spangled Banner komponierte; sie habe diese kühn transformiert, sie in eine strotzende Partitur gefaltet, die sich auf amerikanische Folk- und Protestlieder ebenso stützt wie auf Hymnen aus aller Welt, darunter mexikanischen, puerto-ricanischen und kubanischen, um einen musikalischen Schmelztiegel zu schaffen. Im Jahr 2019 diskutierte die Zeitschrift Fanfare auch ihre multikulturellen New Yorker Einflüsse und stellte fest, dass die Zuhörer in ihrer Arbeit englische Consort-Musik, Samba, Mbira, simbabwischen Tanz, Swing, Techno „gelegentlich abgedreht, etwas ekstatisch in Richtung einer modernen Jazz-Jam-Session“ erwarten könnten.
2016 wurde Montgomery in den Vorstand von Chamber Music America gewählt. 2021 wurde sie Mead Composer-in-Residence des Chicago Symphony Orchestra.
Sie ist Teil des Duos Big Dog Little Dog mit der Kontrabassistin Eleonore Oppenheim; ihre erste Platte wurde 2019 beim Label New Amsterdam veröffentlicht.
2022 komponierte sie das Stück Rounds für Klavier und Streichorchester, das vom Pianisten Awadagin Pratt mit dem Hilton Head Symphony Orchestra uraufgeführt wurde. In der Aufnahme mit Pratt, A Far Cry und Roomful of Teeth erhielt es 2024 den Grammy für die beste zeitgenössische klassische Komposition.

## Diskografie
- Strum: Music for Strings (2015), Azica 71302[14]

## Werke
(Quelle: )
- Banner (2014), für Solo-Streichquartett und Streichorchester
- Banner (2017), für Solo-Streichquartett und Streichorchester
- Break Away (2013), für Streichquartett[16]
- Caught by the Wind (2016), für Orchester
- Coincident Dances (2017), für Orchester
- D Major Jam! (2020), für Streicher-Ensemble
- Divided (2022), für Cello solo und Streichorchester
- Duo for Violin and Cello (2015), für Violine und Cello
- Five Freedom Songs (2021), für Gesang, Schlagzeug und Streichorchester
- Hymn for Everyone (2021), für Orchester
- L.E.S. Characters (2021), Konzert für Bratsche und Orchester
- Lunar Songs (2019), für Gesang und Streichquartett
- Overture (2022), für Orchester
- Passacaglia (2021), für Flötenquartett
- Passage (2019), für Flöte, Klarinette, Horn und Streichquartett
- Shift, Change, Turn (2019), für Kammerorchester
- Source Code (2013), für Streichquartett oder Streichorchester[17]
- Soul Force (2015), für Orchester
- Starburst (2012), für Streichorchester[18]
- Strum (2006, revidiert 2012), für Streichquartett/-quintett oder Streichorchester[19]
- Tower City (2018), für Carillon solo[20]
- Records from a Vanishing City (2016), für Orchester
- Rhapsody no. 1 for solo viola (2021), für Bratsche solo
- Rhapsody no. 2 for solo viola (2021), für Bratsche solo
- Rhapsody no. 1 for solo violin (2014), für Violine solo[21]
- Rhapsody no. 2 for solo violin (2020), für Violine solo
- Rounds (2022), für Klavier und Streichorchester
- Voodoo Dolls (2008), für Streichquartett oder -quintett[22]